# Frontální útok

Schematický nákres frontálního útoku na postavení nepřítele.

Frontální útok představuje mohutný přímý úder na hlavní pozice nepřítele vedený zpravidla otevřeným dobře prostupným terénem.

## Základní idea taktiky
Smyslem taktiky je prudkým přímým útokem rozbít a zničit hlavní síly protivníka nebo prostě prorazit přes jeho klíčové pozice. Její výhodou je jednoduchost – není třeba nic vysvětlovat a obejde se bez výcviku jednotek, každý pochopí, že má vyrazit vpřed, zabít každého nepřítele, kterého cestou potká, a zastavit se až… Obzvláště účinná je při souboji muž proti muži, pokud má útočící strana početní nebo individuální převahu. V současné době však je takovýto scénář velmi málo pravděpodobný a úspěšný frontální útok vyžaduje velmi specifické podmínky a zpravidla i kombinaci s dalšími taktikami. Příkladem může být prudký tankový útok za písečné bouře proti řídce rozmístěným oddílům pěchoty nedisponující dostatečným množstvím protitankových zbraní, který kombinuje výhodu překvapení, využití špatné viditelnosti a značné individuální převahy na straně útočníka.

## Historie použití
Před 19. stoletím tato taktika s drobnými modifikacemi dominovala bitevním polím (ač i tehdy mohla vést ke katastrofě – viz bitva u Cann, bitva u Kresčaku či bitva u Carillonu), nicméně s rozvojem palných zbraní její význam stále klesal. Počátkem 19. století byla rychle potlačována ve prospěch nápaditějších manévrovacích a obchvatných způsobů boje a na konci napoleonských válek již byla až na výjimky považována vyloženě za akt neschopnosti a bezradnosti velitele a stále častěji byla označována jako sebevražedná.
Jestliže před 19. stoletím byl považován frontální útok, který skončil katastrofou jaksi ze své vlastní přirozenosti, za výjimku, od 19. století je to naopak a úspěšné použití frontálního útoku je nyní považováno za malý zázrak, který se neobejde bez specifických podmínek. Vedle výjimečných úspěšných akcí (bitva u Isandlwany) se zde objevují první debakly (bitva u Gettysburgu) signalizující konec frontálního útoku, jakožto obecně použitelné metody. Definitivní konec této taktiky ohlásila první světová válka a masové rozšíření kulometů. Přesto se objevila i na bojištích druhé světové války, kde ji Rudá armáda používala jako hlavní taktiku v Zimní válce a relativně často se objevovala i ve Velké vlastenecké válce. Avšak ani Sovětský svaz si nemohl dovolit úděsné ztráty, které přinášela, a byla (až na některé výjimečné operace) opuštěna.